# Henry Barber Richardson
Henry Barber Richardson (Boston, Massachusetts, 19 de maig de 1889 - Nova York, 19 de novembre de 1963) va ser un arquer estatunidenc que va competir durant a durant els primers anys del segle xx. Richardson va ser el primer arquer a guanyar dues medalles en dues edicions de Jocs diferent, així com va ser el medallista més jove als Jocs de 1904, amb 15 anys i 124 dies.
El 1904 va prendre part en els Jocs Olímpics de Saint Louis, on va guanyar la medalla de bronze en la prova de la ronda per equips, com a membre de l'equip Boston Archers del programa de tir amb arc. En les proves de la ronda York i la ronda americana fou novè.
Quatre anys més tard va prendre part en els Jocs de Londres, on guanyà una nova medalla de bronze en la prova de la doble ronda York, mentre en l'estil continental fou quinzè.